# Horaiella iota
Horaiella iota är en tvåvingeart som beskrevs av Gregory R. Curler 2006. Horaiella iota ingår i släktet Horaiella och familjen fjärilsmyggor.
Artens utbredningsområde är Thailand. Inga underarter finns listade i Catalogue of Life.